# 商都戰鬥
商都戰鬥發生於1936年12月2日，地點則是在中國察哈爾西南商都一帶。是抗日戰爭初期的主要戰鬥之一。交戰一方為守軍之國民革命軍，另一方則為日軍。而中國軍隊領導者為宋哲元及傅作義。最後，兩軍對峙，華北態勢仍舊緊張。

## 後續
綏遠抗戰後，中日雙方暫時沿著綏東一帶對峙。1937年盧溝橋事變爆發後，平津和保定失守，驻防集宁的汤恩伯第十三军东进防守南口，门炳岳的骑七师和马占山的东北挺进军留在绥东，配合傅作义指挥的第七集团军收复察北。1937年8月上旬，第三十五军董其武第二一八旅把察北据点商都县城攻下，李守信部尹宝山第二师的井得泉率部反正编为新编骑兵第三师，井得泉为师长，朱子文为副师长。